# Františka Plamínková
Františka Plamínková (Praga, 5 de febrero de 1875 - base militar de Kobylisy , 30 de junio de 1942) fue una feminista y activista por el sufragio femenino de Checoslovaquia. De profesión educadora, se implicó en el feminismo porque los profesores tenían prohibido casarse.  Más adelante, ejerciendo el periodismo, escribió artículos acerca de la desigualdad de género. 
Fue elegida al Ayuntamiento de Praga y a la Asamblea Nacional,  sirvió como presidenta del Senado cuando Checoslovaquia se separó del Imperio Austrohúngaro. Fue vicepresidenta del Consejo Internacional de Mujeres, así como de la Alianza Internacional de Mujeres y asistió a muchos congresos feministas internacionales. Plamínková fue arrestada por la Gestapo en 1942 y posteriormente ejecutada.

## Biografía

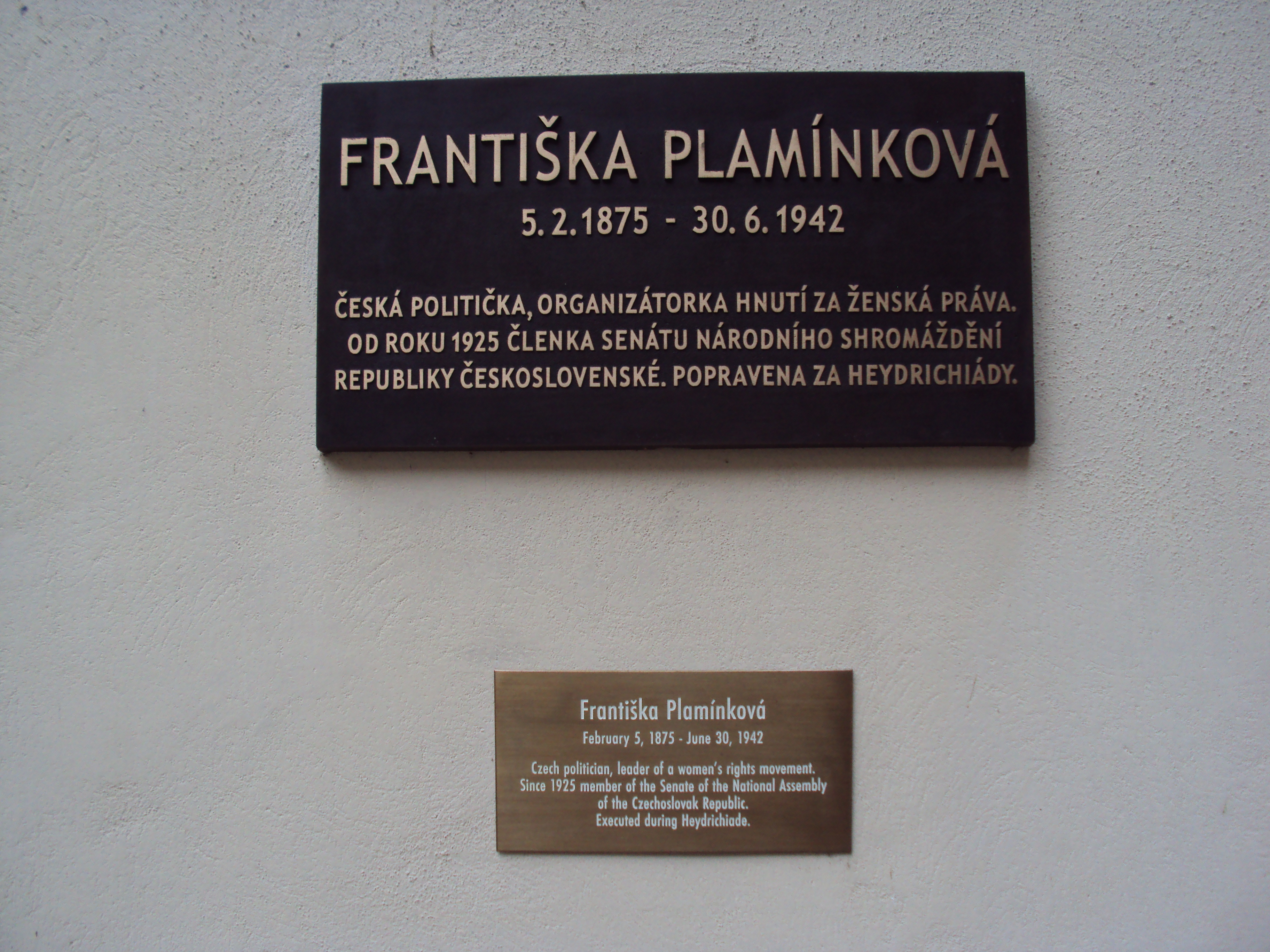
Placa en memoria de la senadora Františka Plamínková en el jardín del Palacio Wallenstein.

Františka Faustina Plamínková nació el 5 de febrero de 1875 en Praga, Austria-Hungría, hija de Františka Krubnerová y su esposo František Plamínek. Su familia era judía; su padre era zapatero. Después de completar su educación básica, asistió al Instituto Estatal del Magisterio de Praga.

### Carrera como educadora y el activismo por los derechos de la mujer
Plamínková empezó a enseñar en 1894, en la escuela elemental de Tábor y luego enseñó durante los últimos seis meses del año escolar en Soběslav. Regresándose a Praga en 1895,  completó sus pasantías laborales en 1900 y obtuvo la certificación para enseñar Dibujo, Matemática, Física, y Escritura. Se unió a la Asociación de Profesores Checos y era crítica de la Ley Austro-Húngara que prohibía el matrimonio a los educadores, requiriendo que se mantuvieran célibes.
En 1901, Plamínková fundó el Club de las Mujeres en Praga, y cuatro años más tarde fundó el Comité para el Sufragio Femenino. Plamínková se convirtió en el empuje detrás de la presión checa y trabajó para crear la consciencia pública sobre la necesidad del derecho al voto. En sus concentraciones, las mujeres apoyaban el derecho al sufragio universal, tanto para hombres como para mujeres, quienes tenían negado éste por la monarquía de los Habsburgo. En 1907, a los hombres se les otorgó el derecho al sufragio para elecciones imperiales, pero le fue negado a las mujeres. Plamínková se dio cuenta de que la ley local de Bohemia no prohibía de hecho participar a las mujeres en elecciones provinciales, y convenció a varios partidos políticos de nominar candidatas a las elecciones. Aunque ninguna resultó elegida, esto fue repetido en elecciones subsiguientes y se fueron transformando en un símbolo del nacionalismo checo. En 1912,  Božena Viková-Kunětická, resultó elegida, convirtiéndose en la primera mujer electa por voto popular; aunque el gobernador invalidó el resultado, la elección les granjeó a ganó Plamínková y las feministas checas reconocimiento internacional. Durante este mismo tiempo, Plamínková viajó por todas partes de Europa y sirvió como corresponsal en la Primera Guerra de Los Balcanes.

### Vida política en la Primera República Checoslovaca
Los intentos austrohúngaros de restringir las libertades y anular el nacionalismo checo durante Primera Guerra Mundial tuvieron el resultado opuesto, forzando a los exiliados a buscar la ayuda de aliados occidentales para presionar por una Checoslovaquia independiente. La "Declaración de Washington" estableciendo la Primera República Checoslovaca abolía la nobleza, redistribuía las tierras de los nobles e incluía provisiones para la separación de iglesia y el estado. Adicionalmente, eliminaba barreras de clase, religiosas y de género, dando a las mujeres igualdad social, política y cultural con los hombres. Las mujeres obtuvieron el derecho al sufragio en 1918, tras la petición de los aliados de hacer de la Declaración de Washington una condición para declarar la paz.
Los cambios fueron inmediatos. La ley que requería el celibato de los educadores fue abolida en 1919. Como miembro del nacional-liberal Partido Socialista Checoslovaco, Plamínková participó en las primeras elecciones locales en 1919. Electa al Ayuntamiento de Praga,  renunció a su cargo como profesora. Además, fue designada como la delegada de Checoslovaquia a la Asamblea General de la Liga de Naciones en Ginebra. En la Conferencia de Ginebra de Feministas de junio de 1920, Plamínková reportó que en la primera elección parlamentaria de 1920, 54% de los electores eran mujeres; 12% de los curules provinciales fueron obtenidos por mujeres; 13 de los 302 miembros de la Cámara de Diputados eran mujeres; y 3 de los 150 Senadores electos eran mujeres.
En 1923, Plamínková se dio cuenta de que la legislatura no estaba interesada en modificar el código civil, lo cual crearía el marco legal para la igualdad de las mujeres. Fundó el Consejo Nacional de las Mujeres (ŽNR), el cual alineó con la Alianza Internacional por el Sufragio Femenino (IWSA) y el Consejo Internacional de Mujeres (ICW), convirtiéndose en un influyente grupo de cabildeo. El ŽNR se enfocó en modificar la ley de familia y matrimonio, con la esperanza de lograr igualdad legal en las leyes que gobernaban el matrimonio y el divorcio. Uno de los objetivos de Plamínková giraba en torno a convertir los permisos laborales por maternidad en un derecho efectivo, ya que en vez de conseguir el beneficio de tres meses pagados, las mujeres estaban amenazadas con despido. Otro de sus focos era el cambio del código que designaba al hombre como cabeza de hogar, poniendo a las mujeres en la misma posición de los niños dejándolas sin ningún derecho a decir en su vida económica o custodia infantil.  Utilizó sus capacidades de escritura para objetivos feministas más avanzados, publicando en Orbis, una casa editorial fundada en 1923.

### Miembro y Presidenta del Senado
En 1925, Plamínková fue elegida vicepresidenta del ICW.  El mismo año,  participó en las elecciones parlamentarias checoslovacas, obteniendo un escaño en el Senado, un escaño para el cual sería reelecta consecutivamente hasta 1939.  Para 1930, también era vicepresidenta del IWSA.
A medida que la Gran Depresión causó turbulencia económica mundial, el Gobierno checo presentó propuestas de austeridad que Plamínková veía como una amenaza a la igualdad. No sólo fueron las mujeres la mayoría de los seleccionados para ser despedidos, sino que las parejas fueron amenazadas con reducciones salariales, al igual que las personas solteras que vivían con sus padres. Las propuestas aplicaban a todos los empleos, tanto públicos como privados, y también hubo llamados a restringir los beneficios de las parejas. Plamínková y el ŽNR lanzaron una oleada de protestas en contra de los ministros del gobierno en 1933, con la esperanza de detener la legislación. La ley fue aprobada, a pesar de la protesta, bajo la justificación de que en tiempos tan difíciles era imposible apoyar a las familias que tenían dos empleos cuando había muchas personas que no tenían ninguno.
A pesar de ser presidente del Senado en 1936, Plamínková no pudo impulsar los en el código familiar del país. En 1937, Plamínková criticó tanto a su propio como a la legislatura por no reconocer a las mujeres como ciudadanas de pleno derecho, en lugar de tratarlas solamente como hijas, madres y esposas. El mismo año, las noticias de la suerte que corrían las mujeres bajo el régimen nazi le hizo ver a Plamínková que la igualdad en la vida pública bajo los nazis era imposible. Mientras que su partido había tomado el nuevo nombre de "Partido Nacional Socialista de Checoslovaquia" en 1926,  no tenía ninguna afiliación con los Nacional Socialistas Alemanes; el partido no buscaba socialismo colectivo, sino más bien un sistema justo de igualdad socioeconómica y política.  El partido fue uno de los principales opositores al partido Comunista de Checoslovaquia. Al criticar el régimen, se convirtió en un objetivo de la vigilancia y en 1938, un ocurrió un intento fallido por parte de Růžena Bednáříková-Turnwaldová de eliminar a Plamínková de la dirección de la ŽNR. Bednáříková-Turnwaldová era una escritor, editora y directora general del Consejo Nacional Checo (Národní Rada Česká) (NRČ), una organización que se formó originalmente para integrar los intereses culturales de las minorías con los diferentes partidos políticos. Entre 1939 y 1945, la atención se centró en la participación de las mujeres checas en la historia de la nación.

### Resistencia al Tercer Reich, deportación y muerte

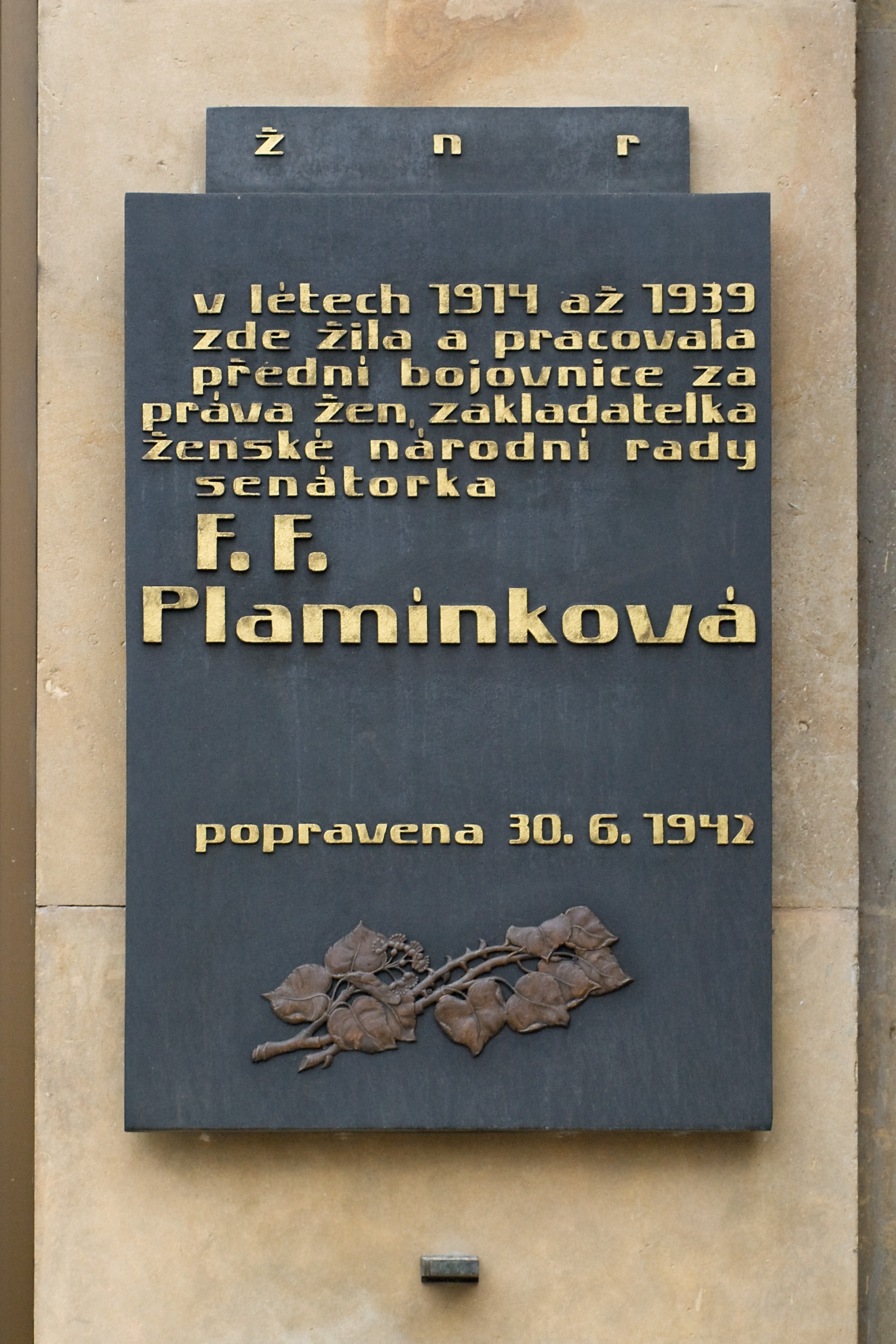
Placa en la casa en Praga donde Plamínková vivió y trabajó entre los años 1914 y 1939

Entre 1938 y 1939, las tropas de Hitler ocuparon la mayoría de Checoslovaquia y se firmó el Acuerdo de Múnich. La respuesta de Plamínková fue escribir una carta abierta a Hitler, en la cualcriticaba su régimen y la eliminación de las libertades. Cuando asistió al el Decimotercero Congreso del IWSA en Copenhague en 1939, sus amigos le instaron a que se quedase en el extranjero, temiendo por su seguridad. Rechazando estas sugerencias, creyendo que podía seguir trabajando por el pueblo checo desde casa. Fue arrestada por la Gestapo en 1939  y posteriormente liberada,  pero aun así mantenida bajo vigilancia.
Mientras todos los otros partidos políticos en oposición a los nazis fueron oficialmente prohibidos, la Sociedad Nacional, siendo el único partido permitido, intentó convencer a Plamínková y al ŽNR de apoyar sus objetivos, pero rechazó la oferta, prefiriendo trabajar por los derechos civiles sin alinearse políticamente. Entendiendo, de manera equivocada, su silencio político como oposición al cambio de Plamínkova, Karel Werner, periodista y simpatizante Nazi, escribió un artículo en Polední Lista atacando a Plamínková y el ŽNR. Plamínková, furiosa, creyó que el artículo terminaría acabando con la organización femenina, y planificó una serie de conferencias esperando promover el nacionalismo checo centrándose en escritoras y artistas mujeres y la lengua y cultura checas. La última conferencia, sobre religión, nunca fue llevada a cabo.
Plamínková fue nuevamente arrestada en 1942 después del asesinato de Reinhard Heydrich y llevada al Campo de Concentración de Theresienstadt, siendo ejecutada en el campo de tiro de Kobylisy el 30 de junio de 1942.

## Honores
En 1936, la compositora checa Julie Reisserová dedicó Slavnostní den (literalmente "Día festivo") a Plamínková, un coro femenino.
De manera póstuma, Plamínková fue honrada en el primer Congreso de la posguerra del IWSA en 1946. En 1950, se le otorgó en memoriam la Estrella Dorada de la Orden de la Libertad, la condecoración más alta del Ejército Checoslovaco. Además, le fue conferida en 1992 la Orden de Tomáš Garrigue Masaryk, establecida en 1990 para honrar a checos que hecho contribuciones significativas a los derechos humanos.
En febrero de 2016, Google conmemoró el 141.º aniversario de su cumpleaños con un "Doodle".